# Voo Transbrasil 801
O voo Transbrasil 801 foi um voo de carga operado pela Transbrasil e que cobria a rota Manaus–São Paulo.
No dia 21 de março de 1989 o Boeing 707-349C que fazia a rota caiu sobre uma região populosa da cidade de Guarulhos, no estado de São Paulo, e ocasionou a morte dos três tripulantes da aeronave e mais 22 pessoas em terra, além de ter ferido mais de cem pessoas. O avião caiu nas proximidades do Aeroporto Internacional Governador Franco Montoro, a pouco menos de três mil metros da cabeceira da pista, numa região de terrenos ocupados por favelas, ao lado da Avenida Otávio Braga de Mesquita.

## Acidente
A aeronave, um Boeing 707 de prefixo PT-TCS, era a mesma que tinha sido utilizada nas filmagens do filme Aeroporto, de 1970, adquirida pela Transbrasil para transporte de carga.
A queda do avião ocorreu às 11h54 da manhã, no horário de Brasília. Segundo apuração da época, os últimos trinta minutos registrados pela caixa-preta da aeronave apresentam muito ruído, atribuindo-se a causa do acidente a falha humana — a tripulação teria cometido um erro de cálculo e aberto o speedbrake. Segundo consta, a pista de pouso do aeroporto seria fechada ao meio-dia para manutenção e, com isso, a tripulação procurou acelerar os procedimentos para conseguir pousar antes do fechamento.
Com isso, a aeronave foi perdendo altitude e sustentação e acabou por colidir com casas e um prédio baixo nas imediações da Avenida Otávio Braga de Mesquita, arrastando-se na área de um terreno ocupado por favelas do Jardim Ipanema e sobrados do bairro Vila Barros.
No momento da queda, a aeronave contava com aproximadamente quinze mil litros de combustível e incendiou-se imediatamente. Estava carregada com 26 toneladas de equipamentos eletrônicos provenientes da Zona Franca de Manaus, que ficaram totalmente destruídos.
Considera-se este o primeiro acidente de grandes proporções desde a inauguração do Aeroporto Internacional Governador Franco Montoro, em 20 de janeiro de 1985.

## Investigação
Em abril de 1991, o Ministério da Aeronáutica, através do Cenipa, publicou o relatório final. A investigação concluiu que o piloto que comandava a aeronave no momento do acidente, estava em treinamento para o B-707, e tinha 2 265 horas de voo, com 21 horas naquele tipo de aeronave. O piloto instrutor tinha 10 731 horas de voo, com 1 458 horas naquele tipo de aeronave. Ambos estavam com seus certificados válidos. A aeronave tinha 61 053 horas de operação e seu certificado de aeronavegabilidade, bem como sua matrícula, estavam válidos. A manutenção também estava em ordem. Havia voado 44 horas depois da última inspeção do tipo "A" e 1 471 horas depois de uma inspeção do tipo "C". Segundo o relatório, os fatores principais que contribuíram para o acidente foram:
- estado de ansiedade da tripulação, ao ter que realizar um pouso com aproximação em velocidade acima do normal (conhecida pelos controladores e pilotos como "aproximação high speed") pois em poucos minutos o aeroporto seria interditado para manutenção. Esse procedimento, segundo o relatório, não é regulamentado em nenhuma documentação oficial de autoridade aeronáutica, e é descrito apenas em manuais de treinamento do fabricante da aeronave. O procedimento prevê uma aproximação em maior velocidade, de forma escalonada. Na descida entre 29 000 pés (8 800 metros) e 10 000 pés (3 000 metros) de altitude, a velocidade é de 320 nós (590 quilômetros por hora), ao invés de 270 nós (500 quilômetros por hora) em uma aproximação normal nessa faixa de altitude. O controlador de voo, ao solicitar que a aproximação fosse em high speed, usou expressões não padronizadas, contribuindo para aumentar a ansiedade dos pilotos. Além disso, havia indícios de fadiga da tripulação.
- o engenheiro de voo não seguiu os procedimentos padronizados de check-list na preparação para o pouso.
- o piloto instrutor não seguiu uma sequência adequada nas orientações e acionou os flaps em conjunto com o speed brake sem informar o piloto em treinamento, o que contribuiu para a perda de controle da aeronave.